# Cedric Sundstrom
Cedric Sundstrom (* vor 1975 in Johannesburg, Südafrika) ist ein südafrikanischer Filmregisseur und Drehbuchautor mit schwedischen Wurzeln.

## Leben
Sundstrom begann seine Karriere als Regieassistent Mitte der 1970er Jahre. In den späten 1980er Jahren war er auch bei verschiedenen internationalen Produktionen als Regisseur des Second Unit tätig. 1985 war er dabei erstmals bei Quatermain – Auf der Suche nach dem Schatz der Könige mit einer Produktion von Cannon Films beteiligt, der weitere folgte und für die die er dann am Endes Jahrzehnts auch als eigenständiger Rregisseur tätig wurde. 1976 drehte er mit Suffer Little Children... seine erste eigene Produktion. Es handelt sich um einen Kurzfilm, für den er auch das Drehbuch verfasste und der der erste einer Reihe von Underground-Filmen war. 1983 inszenierte Sundstrom mit Song and Dance Man seinen ersten Langspielfilm. Es folgten mehrere Produktionen, darunter der 1988 gedrehte Actionfilm Fire on Fire mit Oliver Reed in der Hauptrolle.
Mit American Fighter III – Die blutige Jagd (1989) und American Fighter 4 – Die Vernichtung (1990) drehte Sundstrom seine wohl bekanntesten Filme. In dieser Zeit entstand mit The Avenger – Der Rächer ein weiterer Low-Budget-Actionfilm. In den Hauptrollen waren Frank Zagarino und erneut Oliver Reed zu sehen.
1994 folgte mit Dark Desires: Eva ein einmaliger Ausflug Sundstroms in das Genre des Sexfilms. Bis 2003 inszenierte er zwei Fernsehfilme und drei Dokumentationen.